# هومبولت (داكوتا الجنوبية)
هومبولت (بالإنجليزية: Humboldt, South Dakota)‏ هي بلدة تقع بولاية داكوتا الجنوبية في الولايات المتحدة. تبلغ مساحتها 1.63 (كم²)، وترتفع عن سطح البحر 519 م، بلغ عدد سكانها 589 نسمة في عام 2010 حسب إحصاء مكتب تعداد الولايات المتحدة وتصل الكثافة السكانية فيها 366.8 نسمة/كم2.

## التركيبة السكانية
قام مكتب تعداد الولايات المتحدة بتحديد بيانات التركيبة السكانية لهومبولت في تعداد الولايات المتحدة. في ما يلي، التركيبة السكانية حسب تعدادي 2000 و2010.

### تعداد عام 2000
بلغ عدد سكان هومبولت 521 نسمة بحسب تعداد عام 2000، وبلغ عدد الأسر 200 أسرة وعدد العائلات 148 عائلة مقيمة في البلدة. في حين سجلت الكثافة السكانية 831.0 نسمة لكل ميل مربع (320.9/كم2). وبلغ عدد الوحدات السكنية 210 وحدة بمتوسط كثافة قدره 335.0 نسمة لكل ميل مربع (129.3/كم2).
وتوزع التركيب العرقي للبلدة بنسبة 96.74% من البيض و 1.73% من الأمريكيين الأصليين و 0.58% من الأمريكيين ذوي الأصول الآسيوية و 0.77% من عرقين مختلطين أو أكثر.
بلغ عدد الأسر 200 أسرة كانت نسبة 42.0% منها لديها أطفال تحت سن الثامنة عشر تعيش معهم، وبلغت نسبة الأزواج القاطنين مع بعضهم البعض 62.0% من أصل المجموع الكلي للأسر، ونسبة 7.0% من الأسر كان لديها معيلات من الإناث دون وجود شريك، وكانت نسبة 26.0% من غير العائلات. تألفت نسبة 25.5% من أصل جميع الأسر من أفراد ونسبة 15.0% كانوا يعيش معهم شخص وحيد يبلغ من العمر 65 عاماً فما فوق. وبلغ متوسط حجم الأسرة المعيشية 3.09، أما متوسط حجم العائلات فبلغ 2.61.
بلغ العمر الوسطي للسكان 32 عاماً. وكانت نسبة 31.7% من القاطنين تحت سن الثامنة عشر، وكانت نسبة 6.7% بين الثامنة عشر والأربعة وعشرون عاماً، ونسبة 31.1% كانت واقعةً في الفئة العمرية ما بين الخامسة والعشرون حتى والأربعة وأربعون عاماً، ونسبة 15.9% كانت ما بين الخامسة والأربعون حتى الرابعة والستون، ونسبة 14.6% كانت ضمن فئة الخامسة والستون عاماً فما فوق. يوجد لكل 100 أنثى 98.9 ذكر، ويوجد لكل 100 أنثى في الثامنة عشر من عمرها فما فوق 100.0 ذكر.
بلغ متوسط دخل الأسرة في البلدة 39,250 دولار، أما متوسط دخل العائلة فبلغ 45,000 دولار. وكان متوسط دخل الذكور 27,426 دولار مقابل 22,083 دولار للإناث. وسجل دخل الفرد الخاص بالبلدة 16,455 دولار. وكانت نسبة 5.8% من العائلات ونسبة 6.1% من السكان تحت خط الفقر، وكان من هؤلاء نسبة 8.2% تحت سن الثامنة عشر ونسبة 5.1% في الخامسة والستين من العمر وما فوق.

### تعداد عام 2010
بلغ عدد سكان هومبولت 589 نسمة بحسب تعداد عام 2010، وبلغ عدد الأسر 227 أسرة وعدد العائلات 160 عائلة مقيمة في البلدة. في حين سجلت الكثافة السكانية 950.0 نسمة لكل ميل مربع (366.8/كم2). وبلغ عدد الوحدات السكنية 247 وحدة بمتوسط كثافة قدره 398.4 لكل ميل مربع (153.8/كم2).
وتوزع التركيب العرقي للبلدة بنسبة 95.8% من البيض و 1.4% من الأمريكيين الأصليين و 0.2% من الأمريكيين الأفارقة و 1.7% من عرقين مختلطين أو أكثر.
بلغ عدد الأسر 227 أسرة كانت نسبة 39.2% منها لديها أطفال تحت سن الثامنة عشر تعيش معهم، وبلغت نسبة الأزواج القاطنين مع بعضهم البعض 55.1% من أصل المجموع الكلي للأسر، ونسبة 9.7% من الأسر كان لديها معيلات من الإناث دون وجود شريك، بينما كانت نسبة 5.7% من الأسر لديها معيلون من الذكور دون وجود شريكة وكانت نسبة 29.5% من غير العائلات. تألفت نسبة 22.9% من أصل جميع الأسر من أفراد ونسبة 8.8% كانوا يعيش معهم شخص وحيد يبلغ من العمر 65 عاماً فما فوق. وبلغ متوسط حجم الأسرة المعيشية 3.04، أما متوسط حجم العائلات فبلغ 2.59.
بلغ العمر الوسطي للسكان 33.3 عاماً. وكانت نسبة 30.2% من القاطنين تحت سن الثامنة عشر، وكانت نسبة 6.8% بين الثامنة عشر والأربعة وعشرون عاماً، ونسبة 28.1% كانت واقعةً في الفئة العمرية ما بين الخامسة والعشرون حتى والأربعة وأربعون عاماً، ونسبة 21.1% كانت ما بين الخامسة والأربعون حتى الرابعة والستون، ونسبة 13.9% كانت ضمن فئة الخامسة والستون عاماً فما فوق. وتوزع التركيب الجنسي للسكان بنسبة 52.5% ذكور و47.5% إناث.

## وصلات خارجية
- humboldt.govoffice.com
- The US50 - Cities and Towns in South Dakota State
- South Dakota Cities and Towns, Facts, Map, Flag, Colleges, Government, and More